# Farid Simaika

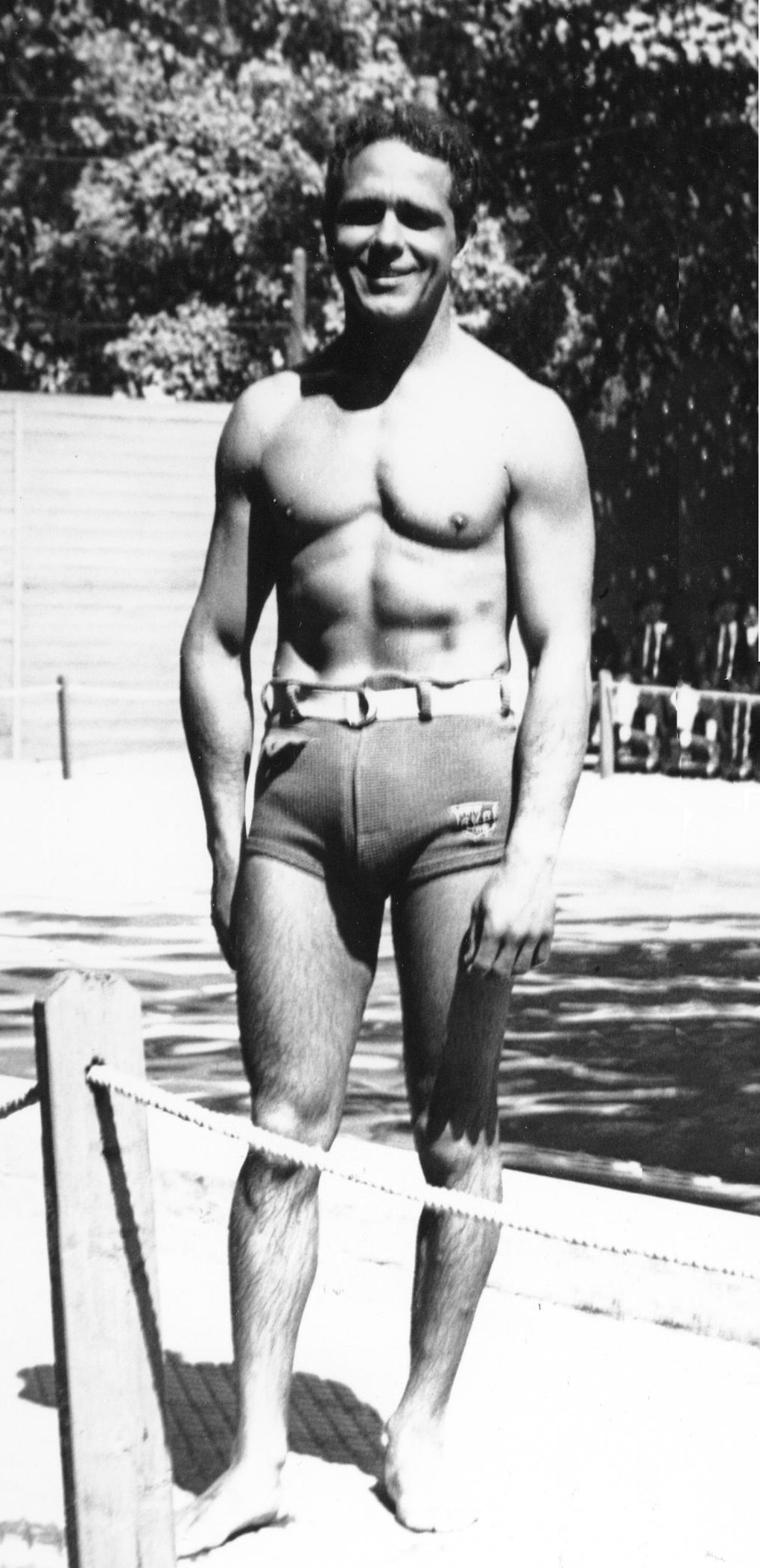

Farid Simaika (em árabe: فريد سميكة 12 de junho de 1907 – 11 de setembro de 1943) foi um mergulhador que competiu pelo Egito nos Jogos Olímpicos.

## Biografia
Simaika nasceu em Alexandria em uma das famílias coptas mais antigas que podem traçar suas ascendências até o meio do século XVII. Os simalaques eram na sua maioria magistrados e notáveis que prosperaram ao serviço do Estado e da Igreja. Seu pai, Bassili Bey Simaika, foi diretor dos costumes de Alexandria. Antes de se mudar para os Estados Unidos na década de 1920, Simaika já era um conhecido campeão de mergulho egípcio. Ele também possuía uma licença de piloto egípcio.
Em 1927 e representando o Ambassador Swimming Club of Los Angeles, Simaika venceu o campeonato americano de da Amateur Athletic Union (AAU) e deixou em segundo lugar Pete Desjardins na competição de mergulho nacional americana. Em seguida, ele ganhou os campeonatos nacionais de mergulho de alto padrão americano em 1930, 1931 e 1932. Em 1931, ele representou o Hollywood Athletic Club. A performance de Simaika no campeonato americano de mergulho de 1932 impressionou os japoneses que o convidaram a competir no concurso de mergulho japonês realizado em Tóquio em torno do ano de 1932. Ele ganhou o título japonês com facilidade.
Competindo pelo Egito nos Jogos Olímpicos de Verão de 1928 Simaika ganhou a medalha de prata na plataforma de mergulho e a medalha de bronze no trampolim de 3 metros. A medalha de prata de Simaika foi controversa, já que os juízes primeiro anunciaram o vencedor Simaika, com Desjardins em segundo lugar. Enquanto a banda tocava o hino nacional egípcio, descobriu-se que Desjardins ganhou o concurso.